# Yobaín
Yobaín es una población del estado mexicano de Yucatán, localizada en el norte del estado. Es la cabecera del municipio homónimo.

## Toponimia
El nombre de Yobaín, significa en lengua maya sobre cocodrilos o lagartos. El vocablo deriva de las voces yokol, encima y aín, lagarto o cocodrilo.

## Historia
Antes de la conquista de Yucatán, la región donde hoy está localizada la villa de Yobaín formaba parte de la jurisdicción de Ah Kin Chel.
Entre 1545 y 1555 después de la conquista de Yucatán se fundó el pueblo estableciéndose una encomienda.
En el transcurso del siglo XIX el pueblo de Yobaín formó parte de la jurisdicción de Temax hasta el año de 1918, en que después de promulgada la Ley de Municipios de Yucatán, se erigió como cabecera del  municipio del mismo nombre.

## Ubicación
Yobaín está ubicada 35 km al nor-oriente de Motul de Carrillo Puerto, entre las poblaciones de Dzidzantún y Sinanché, en la denominada zona henequenera de Yucatán. 

## Galería

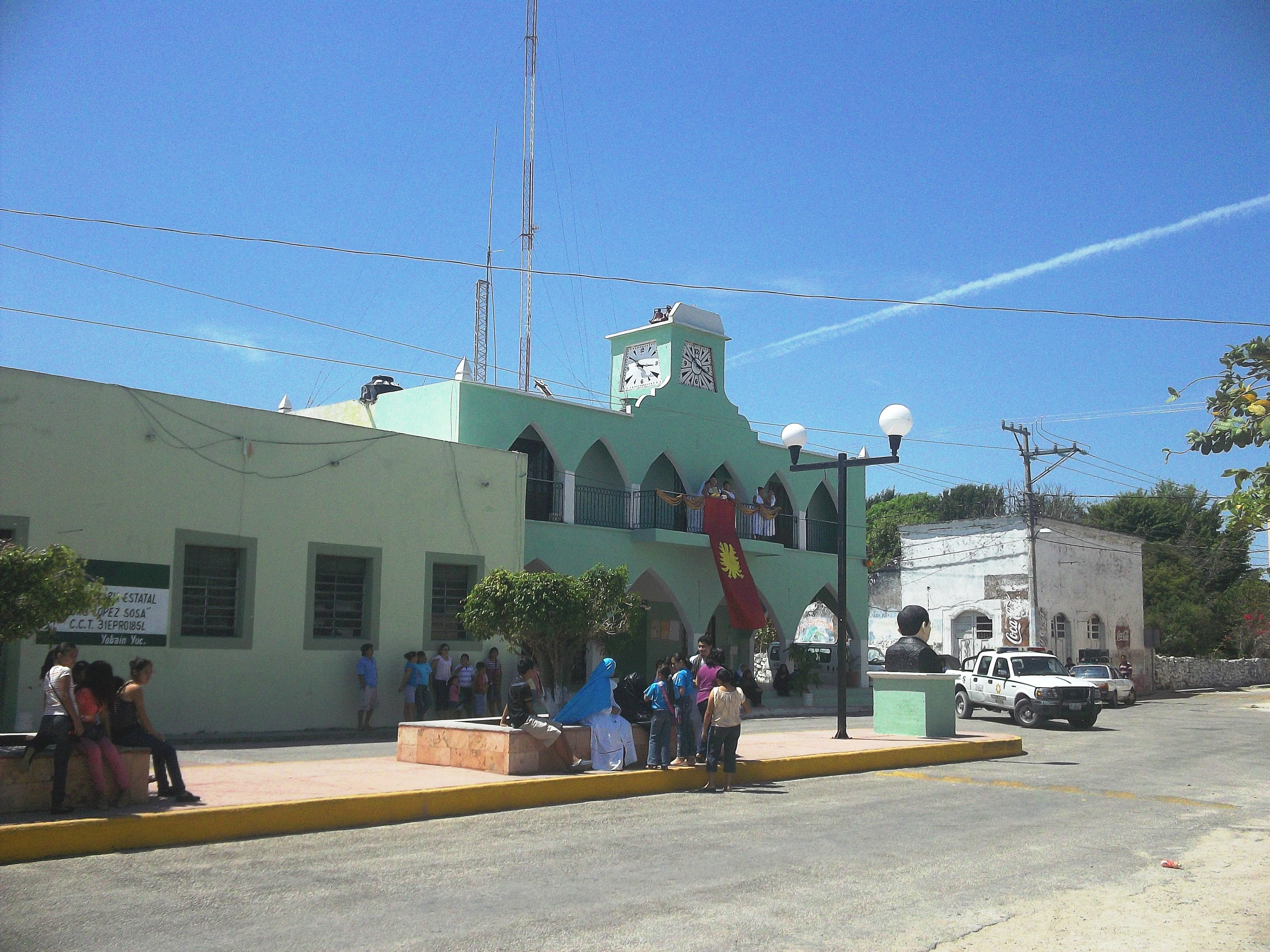
Palacio municipal de Yobaín.
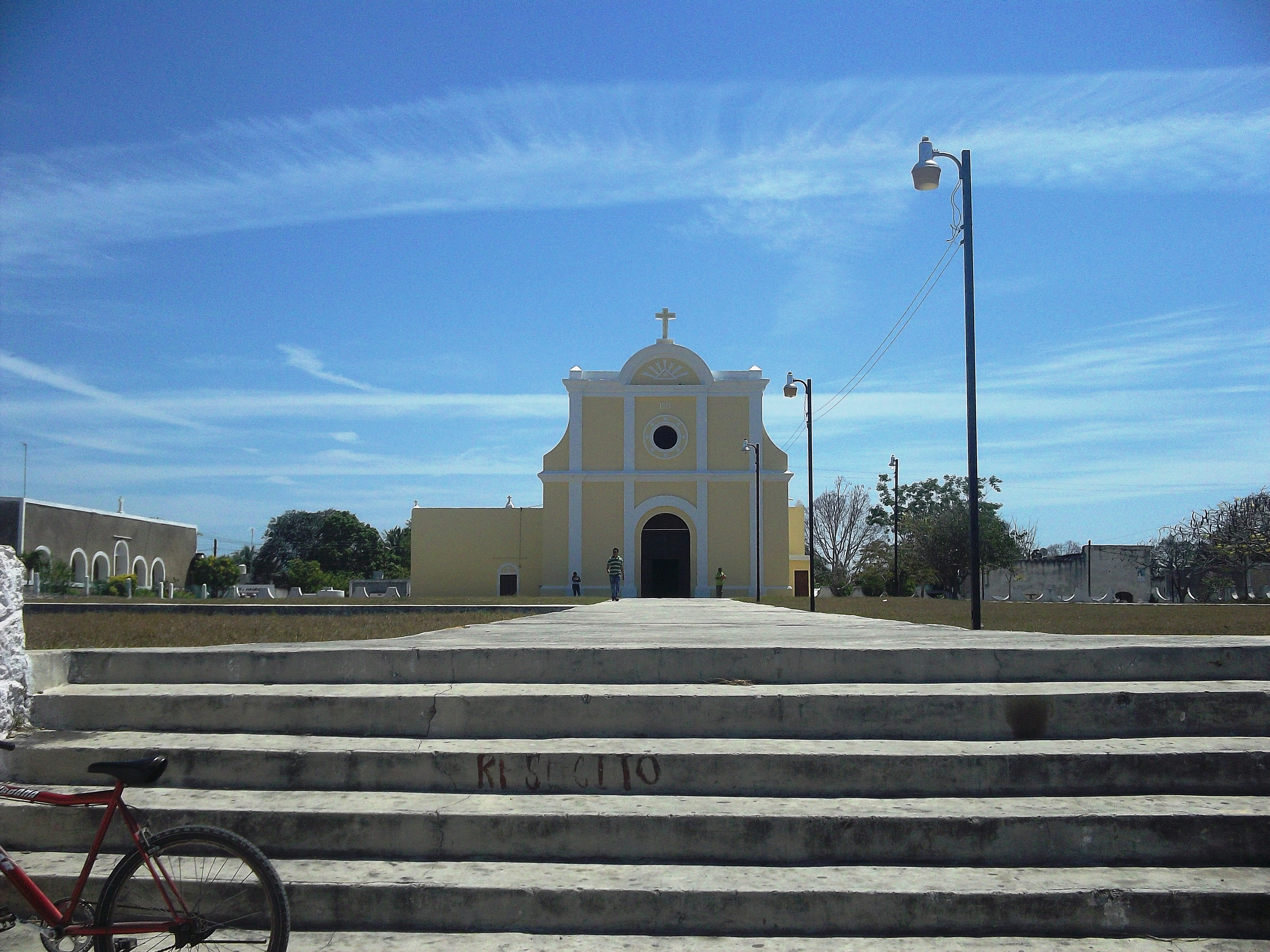
Iglesia principal de Yobaín.
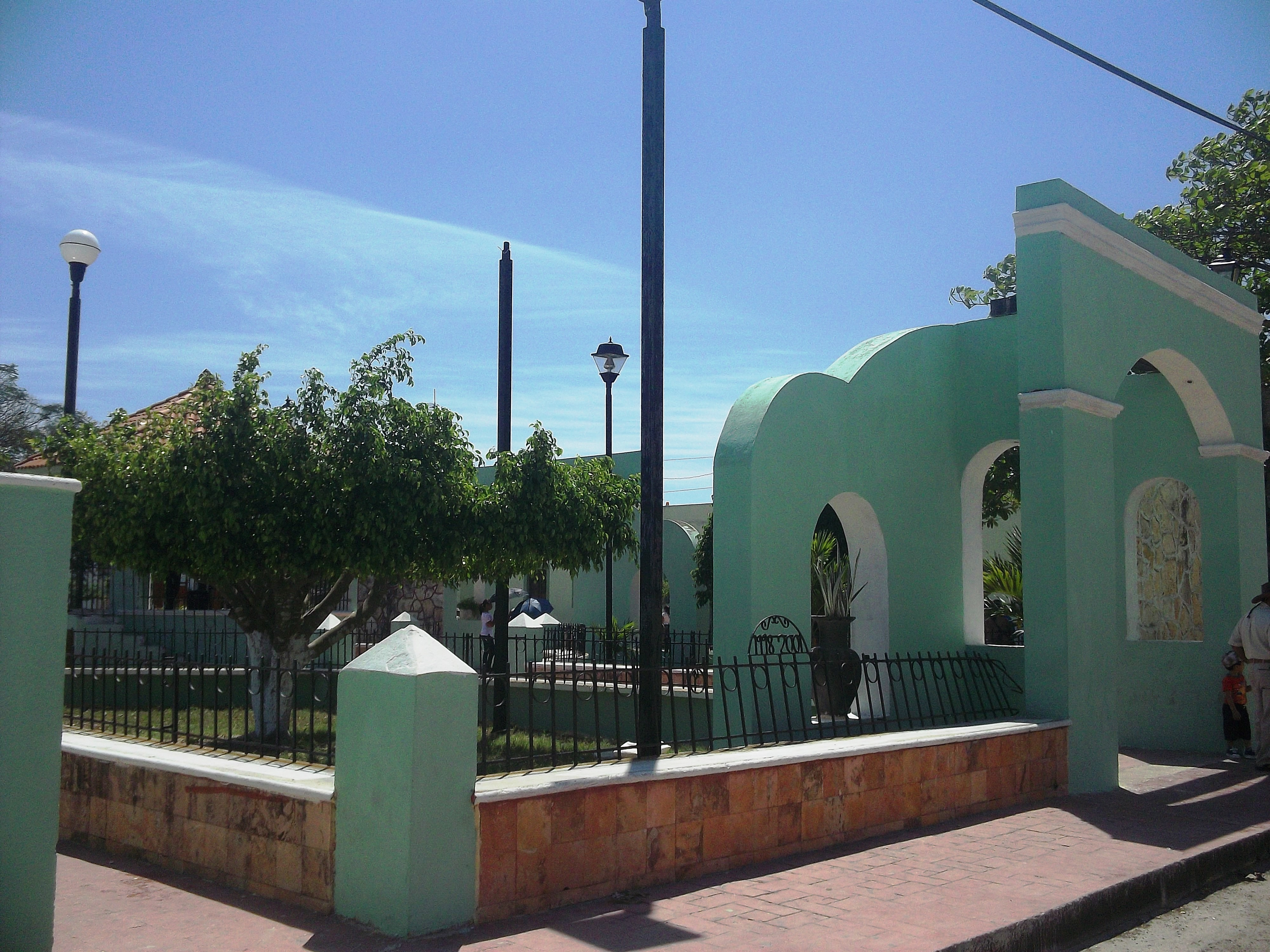
Parque principal de Yobaín.